# Copa dos Presidentes da AFC de 2008
A Copa dos Presidentes da AFC de 2008 foi a quarta edição do torneio da Copa dos Presidentes da AFC, uma competição destinada aos clubes dos países considerados emergentes pela AFC. As onze equipes foram divididas em três grupos disputando apenas um turno. O melhor de cada grupo e o melhor 2º colocado são promovidos às semi-finais. Nesse ano houve algumas mudanças como, alteração no número de sedes (4), alteração na quantidade de equipes (11) e na quantidade de grupos (3). As sedes foram: Grupo A - Malásia ; Grupo B - Taiwan ; Grupo C - Sri Lanka e Fase Final - Quirguistão.

## Fase de Grupos
Todas as partidas estão no fuso horário local.

### Grupo A
| Equipe               | Pts. | V | E | D | PJ | GP | GC | SG |
| -------------------- | ---- | - | - | - | -- | -- | -- | -- |
| Regar-TadAZ          | 7    | 2 | 1 | 0 | 3  | 6  | 4  | +2 |
| Mahendra Police      | 5    | 1 | 2 | 0 | 3  | 7  | 3  | +4 |
| Abahani Krira Chakra | 3    | 1 | 0 | 2 | 3  | 2  | 6  | -4 |
| WAPDA                | 1    | 0 | 1 | 2 | 3  | 2  | 4  | -2 |

| 22 de Junho de 2008 16:00 (UTC+7) | Mahendra Police                                     | 4 – 0     | Abahani Krira Chakra | MPPJ Stadium, Malásia       |
|                                   | Avant Raj Thapa 15' · Ju Manu Rai 18' 56' 70' (pen) | Relatório |                      | Público: 100 Árbitro: Racho |

| 22 de Junho de 2008 18:30 (UTC+7) | Regar-TadAZ                                         | 2 – 1     | WAPDA           | MPPJ Stadium, Malásia        |
|                                   | Bakhtiyar Hasanov 17' · Davrondzhon Tukhtasunov 76' | Relatório | Imran Niazi 24' | Público: 50 Árbitro: Tan Hai |

| 24 de Junho de 2008 18:30 (UTC+7) | WAPDA                 | 1 – 1     | Mahendra Police | MPPJ Stadium, Malásia          |
|                                   | Zulfiqar Ali Shah 78' | Relatório | Ju Manu Rai 89' | Público: 300 Árbitro: Kurbanov |

| 24 de Junho de 2008 18:30 (UTC+7) | Abahani Krira Chakra | 1 – 2     | Regar-TadAZ                                | MPPJ Stadium, Malásia            |
|                                   | Ibrahim Awudu 25'    | Relatório | Ibragim Rabimov 15' · Jamshed Ismoilov 45' | Público: 50 Árbitro: Ng Chui Kok |

| 26 de Junho de 2008 16:00 (UTC+7) | WAPDA             | 1 – 2     | Abahani Krira Chakra                       | MPPJ Stadium, Malásia          |
|                                   | Ibrahim Awudu 25' | Relatório | Ibragim Rabimov 15' · Jamshed Ismoilov 45' | Público: 200 Árbitro: Kurbanov |

| 26 de Junho de 2008 18:30 (UTC+7) | Mahendra Police   | 1 – 2     | Regar-TadAZ                                | MPPJ Stadium, Malásia         |
|                                   | Ibrahim Awudu 25' | Relatório | Ibragim Rabimov 15' · Jamshed Ismoilov 45' | Público: 200 Árbitro: Tan Hai |

### Grupo B
| Equipe              | Pts. | V | E | D | PJ | GP | GC | SG |
| ------------------- | ---- | - | - | - | -- | -- | -- | -- |
| Dordoy-Dinamo Naryn | 6    | 2 | 0 | 0 | 2  | 5  | 0  | +5 |
| Nagacorp FC         | 1    | 0 | 1 | 1 | 2  | 2  | 4  | -2 |
| Taipower            | 1    | 0 | 1 | 1 | 2  | 2  | 5  | -3 |

| 12 de Abril de 2008 18:00 (UTC+8) | Nagacorp FC                         | 2 – 2 | Taipower               | Chungshan Soccer Stadium, Taiwan |
|                                   | Hok Sotitya 45' · Teab Vathanak 58' |       | Chiang Shih-lu 78' 84' | Público: 300 Árbitro: Orzuev     |

| 14 de Abril de 2008 18:00 (UTC+8) | Taipower | 0 – 3 | Dordoy-Dinamo Naryn                                        | Chungshan Soccer Stadium, Taiwan |
|                                   |          |       | Mirlan Murzaev 19' · Ildar Amirov 78' · Davron Askarov 80' | Público: 100 Árbitro: Mahapab    |

| 16 de Abril de 2008 18:00 (UTC+8) | Nagacorp FC | 0 – 2 | Dordoy-Dinamo Naryn                       | Chungshan Soccer Stadium, Taiwan |
|                                   |             |       | Vadim Harchenko 13' · Roman Ablakimov 74' | Público: 25 Árbitro: Tojo        |

### Grupo C
| Equipe              | Pts. | V | E | D | PJ | GP | GC | SG  |
| ------------------- | ---- | - | - | - | -- | -- | -- | --- |
| Aşgabat FK          | 6    | 2 | 0 | 1 | 3  | 9  | 2  | +7  |
| Kambawza FC         | 6    | 2 | 0 | 1 | 3  | 14 | 3  | +11 |
| Ratnam SC           | 6    | 2 | 0 | 1 | 3  | 10 | 5  | +5  |
| Transport United FC | 0    | 0 | 0 | 3 | 3  | 2  | 25 | -23 |

| 23 de Abril de 2008 16:00 (UTC+5:30) | Ratnam SC | 7 – 1 | Transport United FC | Chungshan Soccer Stadium, Sri Lanka |
|                                      | Channa Ediribandanage 17' 41' 90' · Mohamed Asmeer 25' · Siyaguna Weerasinghe 59' · Kasun Jayasuriya 60' · Pasqual Pushpakumara 79' |       | Ugyan Wangchuk 22'  | Público: 3,200 Árbitro: Al Yarimi   |

| 23 de Abril de 2008 18:30 (UTC+5:30) | Aşgabat FK | 0 – 1 | Kambawza FC     | Chungshan Soccer Stadium, Sri Lanka  |
|                                      |            |       | Thi Ha Kyaw 85' | Público: 3,000 Árbitro: Shamsuzzaman |

| 25 de Abril de 2008 16:00 (UTC+5:30) | Transport United FC    | 1 – 7 | Aşgabat FK                                                                                         | Chungshan Soccer Stadium, Sri Lanka |
|                                      | Hem Prasad Pradhan 93' |       | Amir Gurbani 21' · Arslanmyrat Amanow 32' 36' 48' · Şöhrat Murhalyýew 41' 50' · Rüstem Saparow 71' | Público: 500 Árbitro: Lazim         |

| 25 de Abril de 2008 18:30 (UTC+5:30) | Kambawza FC         | 2 – 3 | Ratnam SC                                    | Chungshan Soccer Stadium, Sri Lanka |
|                                      | Kyaw Thi ha 43' 50' |       | Kasun Jayasuriya 9' 81' · Asmeer Mohamed 54' | Público: 2,000 Árbitro: Saidov      |

| 27 de Abril de 2008 16:00 (UTC+5:30) | Kambawza FC | 11 – 0 | Transport United FC | Chungshan Soccer Stadium, Sri Lanka |
|                                      | Kyaw Thi ha 11' 36' 90+2' · Tun Min Oo 15' 23' 31' 71' · Khin Maung Lwin 38' · Nay Zaw Htet 41' 51' · Si Thu Than 74' |        |                     | Público: 500 Árbitro: Saidov        |

| 27 de Abril de 2008 18:30 (UTC+5:30) | Ratnam SC | 0 – 2 | Aşgabat FK                                          | Chungshan Soccer Stadium, Sri Lanka |
|                                      |           |       | Gahrymanberdi Çoňkaýew 39' · Arslanmyrat Amanow 45' | Público: 4,000 Árbitro: Lazim       |

## Fase Final

### Semi-Finais
| 19 de Setembro de 2008 | Dordoy-Dinamo Naryn                        | 3 – 1     | Mahendra Police     | Spartak Stadium, Quirguistão    |
|                        | David Tetteh 19', 84' · Mirlan Murzaev 59' | Relatório | Anant Raj Thapa 72' | Público: 8,000 Árbitro: Alenezi |

| 19 de Setembro de 2008 | Regar-TadAZ                                                                                        | 4 – 3 PRO. | Aşgabat FK                                                       | Spartak Stadium, Quirguistão |
|                        | Maruf Rustamov 23' · Victor Simões de Oliveira 29' · Ilyas Minhairov 87' · Khurshed Makhmudov 112' | Relatório  | Döwletmyrat Ataýew 25' · Serdar Geldiýew 35' · Arif Mirzoýew 69' | Público: 800 Árbitro: Saidov |

### Finalíssima
| 21 de Setembro de 2008 16:30 (UTC+6) | Dordoy-Dinamo Naryn | 1 – 1 (P. 3 – 4) | Regar-TadAZ                 | Spartak Stadium, Quirguistão   |
|                                      | David Tetteh 33'    | Relatório        | Davrondzhon Tukhtasunov 53' | Público: 10,000 Árbitro: Lazim |

| Copa dos Presidentes da AFC de 2008 |
| ----------------------------------- |
| Regar-TadAZ Campeão 2º título       |